# Cao lương đỏ (phim truyền hình)
Cao lương đỏ (Tiếng Hoa: 红高粱, Tiếng Anh: Red Sorghum) là một bộ phim truyền hình dài 60 tập do Trung Quốc sản xuất năm 2014 (Trịnh Hiểu Long đạo diễn) chuyển thể từ tác phẩm cùng tên của nhà văn Mạc Ngôn. Cao lương đỏ là bộ phim đánh dấu sự trở lại của Châu Tấn trên màn ảnh nhỏ sau hơn 10 năm chỉ hoạt động trên lĩnh vực điện ảnh .

## Nội dung
Cao lương đỏ lấy bối cảnh miền núi Sơn Đông, Cao Mật những năm 1930 của thế kỷ trước, cô gái 19 tuổi Cửu Nhi/Đới Cửu Liên (Châu Tấn) yêu cậu thư sinh Trương Tuấn Kiệt (Hoàng Hiên) . Khi nghe tin người cha tham tiền bán mẹ mình cho một người chủ đội gánh thuê, Cửu Nhi đã phải vay tạm tiền của nhà họ Trương để chuộc mẹ, nhưng không ngờ khi cô đã có đủ tiền thì mẹ cô đã treo cổ tự sát, cô vô cùng đau khổ. Sau đó Tuấn Kiệt và Cửu Nhi hẹn sẽ bỏ trốn cùng nhau trong đêm, cha Tuấn Kiệt báo cho Hoa Bột Tử - một thổ phỉ, vốn rất say mê Cửu Nhi - đến bắt cô. Tuấn Kiệt vì cha mẹ nên sau đó đã tự nhận hết lỗi với Cửu Nhi, cô tức giận cùng Hoa Bột Tử hợp tác hãm hại nhà họ Trương, mặt khác lại hợp tác cùng Dư Chiêm Ngao (Chu Á Văn) - người trong đội gánh thuê - và Chu Hào Tam (Vu Vinh Quang) - huyện trưởng mới nhậm chức - vây bắt băng đảng Hoa Bột Tử. Dư Chiêm Ngao sau đó cứu lấy cô khỏi sào huyệt. Cửu Nhi cảm tạ Chiêm Ngao, chính thức chia tay Trương Tuấn Kiệt, đồng thời khấu đầu nhận vợ chồng huyện trưởng Chu làm cha mẹ nuôi.
Sau đó, cha Cửu Nhi là Đới Lão Tam gả cô cho con của một người chủ xưởng rượu bị mắc bệnh phong là Thiện Biển Lang, Cửu Nhi đã miễn cưỡng chấp nhận. Đội khiêng kiệu hoa cho cô hôm ấy chính là đội của Dư Chiêm Ngao. Trên đường đi, họ múa hát, nhảy nhót làm xóc kiệu hoa khiến Cửu Nhi nôn nhưng cô vẫn không sợ, trái lại lúc này cô đã có cảm tình với Dư Chiêm Ngao. Lúc vào đến bãi cao lương, cả đoàn bị một tên bịt mặt chặn đường (cũng chính là Trương Tuấn Kiệt chặn đường cướp Cửu Nhi) tuy nhiên sau đó bị đoàn của Chiêm Ngao đánh, Cửu Nhi quay lại kiệu hoa tiếp tục đến nhà chồng.
Ba đêm ở cùng phòng với chồng, Cửu Nhi thủ thân với chiếc kéo trong tay. Ngày thứ ba được Cửu Nhi được trả về nhà, trên đường về, Dư Chiêm Ngao đột ngột xuất hiện mang Cửu Nhi vào sâu bên trong bãi cao lương và "hành sự" với cô. Ban đầu Cửu Nhi chống trả, nhưng lát sau cô đã chấp nhận Chiêm Ngao đến với mình. Lần đó đã khiến Cửu Nhi mang thai, và sau ngày hôm đó, chồng và cha chồng của Cửu Nhi bị Dư Chiêm Ngao đêm tối vào nhà dọa và vô tình chết khiến Thiện gia chỉ còn hai người phụ nữ, Cửu Nhi và Cao Thục Hiền (Tần Hải Lộ) - chị dâu của Cửu Nhi.
Trong thời gian ở nhà chồng, bao nhiêu chuyện xui rủi xảy đến với Dư Chiêm Ngao khiến Cửu Nhi vì ân nhân liên tục tìm cách giúp anh khiến chị dâu cô khó chịu vì sợ dị nghị đến với đứa con trong bụng. Sau đó, Cửu Nhi nhận một a hoàn có số khổ nên cô coi như em gái nên cô ép chị dâu phải đưa một số tiền lớn cho anh hai và chị dâu của nha hoàn đó để làm cho Cửu Nhi. Lâu dần, chị dâu cô không thể chịu đựng được nữa và tìm cách trả thù cô, và bản thân Cửu Nhi vì sự trả thù đó mà sẵn sàng đấu lại chị dâu. La Hán (Tống Giai Luân) - một người làm trong xưởng rượu nhà họ Thiện, có tình cảm với Cao Thục Hiền - đã chân thành khuyên nhủ Cửu Nhi, sau này anh bỏ xưởng rượu đi khiến Cửu Nhi phải phá bỏ luật lệ nấu rượu (phụ nữ không được vào lò rượu) thay anh đảm trách xưởng rượu nhà chồng.
Trong ngày Cửu Nhi lâm bồn, Nhị và Tam thúc nhà họ Thiện cho người canh gác cẩn mật, còn trực tiếp cho vợ mình khám xét phòng sanh đề phòng việc đổi con. Nào ngờ Cửu Nhi lại sinh Long Phụng thai. Do khó sanh, nha hoàn đã phải cho tay vào trong lấy đứa bé thứ hai ra và Cửu Nhi thì mất máu quá nhiều, Cửu Nhi ngất đi, Đại Thiếu phu nhân cố tình không cho đại phu cứu hòng giết chết Cửu Nhi. Luyến Nhi - A Hoàn Cửu Nhi đã mua về và thương như em gái - lén lút cầu xin đại phu kê thuốc cho cô uống và chăm sóc đứa bé gái mà Cửu Nhi sinh ra, vì là con gái nên không được quan tâm. Dù tim còn đập nhưng Đại thiếu Phu Nhân vẫn làm thủ tục nhập quan cho Cửu Nhi. Lúc chuẩn bị đóng nắp hòm, Luyến Nhi lấy gáo nước dội vào mặt Cửu Nhi, bất ngờ cô tỉnh lại.
Dư Chiêm Ngao sau này trở thành một thổ phỉ, có quan hệ vừa hữu nghị vừa thù địch với thổ phỉ Hoa Bột Tử. Tuy nhiên đội quân thổ phỉ của Chiêm Ngao là thổ phỉ tốt, chuyên cướp của người giàu chia cho người nghèo, nhưng huyện trưởng Chu Hào Tam vốn có hiềm khích từ trước với Dư Chiêm Ngao, lại không ưa thổ phỉ nên tìm cách bắt anh cho kỳ được.
Dư Chiêm Ngao sau khi thôi làm thổ phỉ lại chuyển hướng sang làm một người lính yêu nước kháng Nhật, lúc này Trương Tuấn Kiệt cũng đã tham gia đội quân của Chiêm Ngao, Cửu Nhi cũng vì nước mà xả thân tương trợ cho quân lính, ngày ngày gánh bánh khao quân. Con trai Cửu Nhi - Dư Chiêm Ngao lúc này cũng đã lớn, vẫn thường theo mẹ ra chiến trường. Kháng chiến chống Nhật nổ ra, huyện trưởng Chu cùng phu nhân tự sát vì lòng yêu nước, đội quân của Dư Chiêm Ngao thiệt hại nhiều, bản thân anh trong một trận chiến cũng bị thương. Cửu Nhi vì chồng, vì nước đã xả thân dụ quân địch đến nơi cất rượu Tam Thập Lý Hồng của Thiện gia giữa rừng cao lương bằng bài hát của cô. Cửu Nhi tưới rượu xung quanh, chờ quân địch đến, cô châm lửa, tuy bị quân địch bắn nhưng cô vẫn kiên cường. Rượu bắt lửa cháy bùng, những vò rượu chưa mở lại trở thành một loại bom tiêu diệt quân địch. Cửu Nhi chết, trước khi chết cô đã nói cho con trai biết Dư Chiêm Ngao chính là cha ruột của cậu bé. Cửu Nhi ra đi trong rừng cao lương, nơi đã chứng kiến tình yêu và hạnh phúc của cô với Dư Chiêm Ngao.

## Diễn viên
- Châu Tấn trong vai Cửu Nhi/Đới Cửu Liên
- Chu Á Văn trong vai Dư Chiêm Ngao
- Hoàng Hiên trong vai Trương Tuấn Kiệt
- Tần Hải Lộ trong vai Cao Thục Hiền
- Vu Vinh Quang trong vai Chu Hào Tam
- Tống Giai Luân trong vai La Hán
- Dương Mai trong vai Luyến Nhi
- Vương Tử Gia trong vai Tiểu Nhan
- Giải Huệ Thanh trong vai Linh Nhi

## Quá trình quay phim
Trong Cao lương đỏ các diễn viên đều đã được tuyển chọn kỹ lưỡng để đảm bảo lột tả được hết thần thái của nhân vật, nhà văn Mạc Ngôn cũng rất quan tâm đến tác phẩm này. Đạo diễn Trịnh Hiểu Long đã rất kỳ vọng vào diễn xuất của Châu Tấn. Để có được những thước phim chân thật nhất, đoàn phim đã đến thành phố cấp huyện Cao Mật - quê hương tác phẩm - để khởi quay với hơn 200 Hecta Cao lương được trồng sẵn sau khi Mạc Ngôn đoạt giải Nobel Văn học năm 2012. Trong quá trình quay, có một số ý kiến so sánh nhân vật Cửu Nhi của Châu Tấn với Cửu Nhi của đàn chị Củng Lợi năm 1987, nhưng Chu Tấn đã nỗ lực hết mình để vượt qua sự so sánh của khán giả, nhân vật của cô cũng có những sự khác biệt rõ rệt so với nhân vật của Củng Lợi. Thậm chí, Châu Tấn được đánh giá là có nhan sắc, diễn xuất có phần vượt trội và phá cách hơn đàn chị. Nam diễn viên trẻ Chu Á Văn cũng gặp nhiều khó khăn trong quá trình quay phim, nhất là phân đoạn anh vừa bế Châu Tấnvừa vạch lá cây cao lương để đưa cô vào trong. Tuy khó khăn, nhưng tất cả diễn viên đều cố gắng hoàn thành tốt vai diễn của mình.

## Khởi chiếu
Cao lương đỏ được khởi chiếu lần đầu vào ngày 27 tháng 10 năm 2014 tại Trung Quốc trên các kênh truyền hình Sơn Đông, truyền hình Chiết Giang, Dragon TV và truyền hình Bắc Kinh. Tại Việt Nam, Cao lương đỏ khởi chiếu lần đầu vào ngày 3 tháng 6 năm 2015 lúc 9 giờ từ thứ hai đến thứ sáu trên kênh phim truyện châu Á GEM TV.

## Bài hát trong phim
Bài hát cuối phim là Cửu Nhi được thể hiện bởi ca sĩ Hàn Hồng. Bài hát này chỉ có bốn câu.

## Giải thưởng
| Năm  | Tên                                               | Hạng mục                        | Người/Phim đề cử | Kết quả   |
| ---- | ------------------------------------------------- | ------------------------------- | ---------------- | --------- |
| 2014 | Giải Quốc Kịch Thịnh Điển                         | Top 10 phim truyền hình         | Cao lương đỏ     | Đoạt giải |
| 2014 | Giải Quốc Kịch Thịnh Điển                         | Nữ diễn viên xuất sắc nhất      | Châu Tấn         | Đoạt giải |
| 2014 | Giải Quốc Kịch Thịnh Điển                         | Outstanding Contribution Award  | Trịnh Hiểu Long  | Đoạt giải |
| 2015 | Giải Bạch Ngọc Lan                                | Phim truyền hình xuất sắc nhất  | Cao lương đỏ     | Đề cử     |
| 2015 | Giải Bạch Ngọc Lan                                | Đạo diễn xuất sắc nhất          | Trịnh Hiểu Long  | Đề cử     |
| 2015 | Giải Bạch Ngọc Lan                                | Nam diễn viên xuất sắc nhất     | Chu Á Văn        | Đề cử     |
| 2015 | Giải Bạch Ngọc Lan                                | Nữ diễn viên xuất sắc nhất      | Châu Tấn         | Đoạt giải |
| 2015 | Giải Bạch Ngọc Lan                                | Nam diễn viên phụ xuất sắc nhất | Hoàng Hiên       | Đề cử     |
| 2015 | Giải Bạch Ngọc Lan                                | Nữ diễn viên phụ xuất sắc nhất  | Tần Hải Lộ       | Đoạt giải |
| 2015 | Hoa Đỉnh                                          | Phim truyền hình xuất sắc nhất  | Cao lương đỏ     | Đoạt giải |
| 2015 | Hoa Đỉnh                                          | Đạo diễn xuất sắc nhất          | Trịnh Hiểu Long  | Đoạt giải |
| 2015 | Hoa Đỉnh                                          | Nữ diễn viên xuất sắc nhất      | Châu Tấn         | Đoạt giải |
| 2015 | Giải Phi thiên                                    | Đạo diễn xuất sắc nhất          | Trịnh Hiểu Long  | Đề cử     |
| 2015 | Giải Phi thiên                                    | Nữ diễn viên xuất sắc nhất      | Châu Tấn         | Đề cử     |
| 2015 | Liên hoan phim điện ảnh và truyền hình Hoàng Điếm | Nữ diễn viên xuất sắc nhất      | Châu Tấn         | Đoạt giải |